# Mozilla Prism
Mozilla Prism (früher als WebRunner bezeichnet) war eine freie Laufzeitumgebung, um Webanwendungen in eine Desktop-Umgebung zu integrieren. Es wurde im Rahmen des Mozilla-Projekts entwickelt. 

Prism ermöglicht es, die gewünschte Webseite oder -anwendung direkt vom Desktop aus in einem eigenen vom Webbrowser getrennten Prozess zu starten und unabhängig von diesem zu konfigurieren. Dabei wird ein abgespeckter Firefox gestartet: ohne die browsertypischen Bedienelemente und ohne das Menü, so dass nur die von der Webseite mitgebrachten Bedienteile vorhanden sind.
Mozilla hat weitere Funktionalität wie 3D-Unterstützung angekündigt. Die mit der Version 3 des Mozilla Firefox eingeführte Offline-Datenspeicherung ist auch in Prism verfügbar, wobei für jede Webanwendung, die mit Prism ausgeführt wird, ein eigener Speicher in Form einer SQLite-Datenbank bereitgestellt wird.
Prism ist als eigenständiges Programm für Windows, macOS und Linux erhältlich. Außerdem wird eine Firefox-Erweiterung bereitgestellt, die es ermöglicht, mit wenig Aufwand eine Webanwendung direkt bei deren Besuch mit Firefox für den Einsatz mit Prism einzurichten. Laut Mozilla Labs, welches das Projekt beherbergt, handelt es sich bisher um einen Prototyp.
Die offizielle Ankündigung des Projekts erfolgte am 24. Oktober 2007; zu diesem Zeitpunkt war nur das eigenständige Programm unter der Versionsnummer 0.8 verfügbar. Derzeit (Oktober 2011) ist die Version 1.0b4, basierend auf Gecko 1.9.2, aktuell.
Am 1. Februar 2011 teilte Mozilla mit, dass Prism zugunsten der Arbeit an Chromeless nicht weiter entwickelt werde. Dieses Projekt wurde inzwischen jedoch ebenfalls eingestellt.